# Гашиш и вино
«Гашиш и вино», известное также как «Опиум и вино», «Бангу Бадэ» («Бенгу бадэ» или «Банг ва баде»; азерб. بنگ و باده / Bəngu Badə) или «Бенг ю Баде Мюназарасы» («Спор гашиша с вином») — аллегорическо-сатирическая поэма, написанная Физули на азербайджанском языке. Поэма посвящена шах Исмаилу I.

## История создания

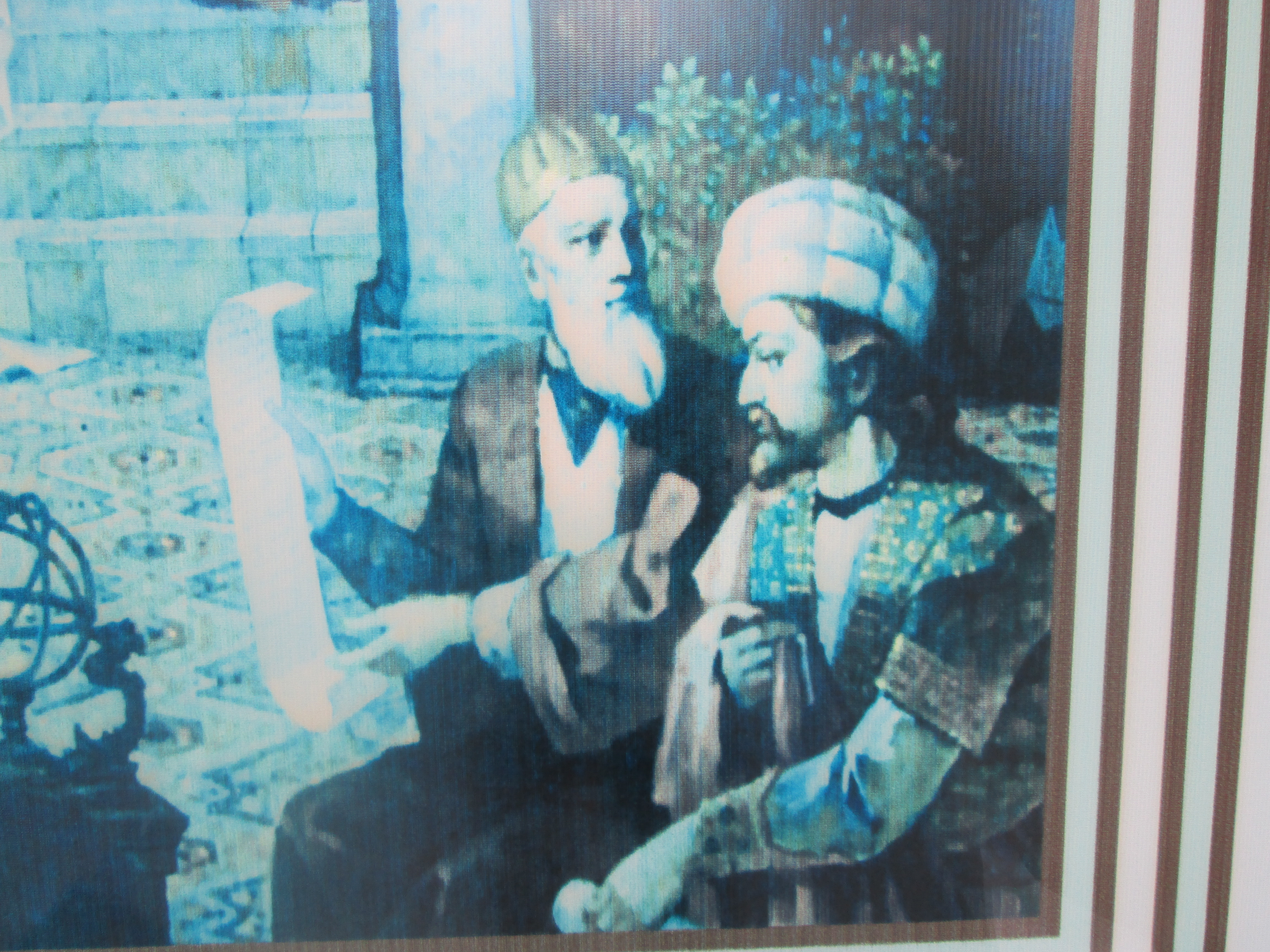
Изображение Физули и Шах Исмаил на окне здания Музея азербайджанской литературы имени Низами Гянджеви в Баку

После того как правитель Сефевидского государства Шах Исмаил взял Багдад и совершил в 1508 году паломничество в Кербелу и Наджаф (предполагаемые места рождения Физули), молодой поэт Физули признал власть Исмаила в своей первой поэме на азербайджанском тюркском «Гашиш и вино». Некоторые исследователи (как, например итальянский тюрколог и иранист Алессио Бомбачи) предполагают, что Физули посвятил эту поэму Шаху Исмаилу, которого поэт восхваляет в предисловии к своей поэме.
Некоторые исследователи полагали, что 1508 год и был годом написания поэмы. Тем не менее факт упоминания в посвящении поэмы о том, что по приказу Шаха Исмаила потерпевший поражение в декабре 1510 года в сражении при Мерве узбекский хан Шейбани был умерщвлён, а его череп был украшен золотыми инкрустациями и служил в качестве винного кубка, даёт основание утверждать, что «Бэнг-у-Бадэ» было написано в промежутке между 1510 и 1524 г. (годом кончины Шаха Исмаила).

## Содержание

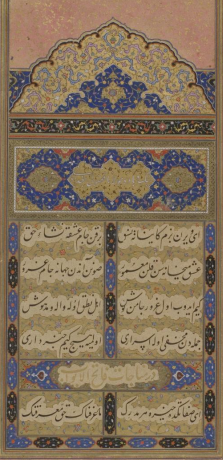
Страницы из поэмы

Главными героями поэмы являются Бэнг (гашиш) и Бадэ (кубок вина), воплощающие в себе образ горделивого и спесивого феодала, желающего обрести господство над всем миром — главные цели критики Физули. И Бэнг и Бадэ желают лично подчинить себе весь мир.
Эгоистичный Бэнг считает, что все люди должны подчиняться только ему одному. Он говорит:
Это я превосхожу над всеми в мире,
Я достоин того, чтоб народ мне служил;
Найдется ли человек, который посмеет
Не склонить покорно предо мною голову.
Однако на пиру у Бадэ выясняется, что Бэнг является таким же горделивым, как и Бадэ. Бадэ даже гневается на своего Виночерпия, когда слышит от него похвалы в адрес Бэнга, подозревая его в тайной покорности Бэнгу.. Спор двух самовлюблённых эгоистов заканчивается войной, в результате которой победу одерживает Бадэ. Результатом же бессмысленной войны этих двух государей становится истребление множества людей.

## Изучение и издания
Немецкий исследователь Йозеф фон Хаммер-Пургшталь, первым сообщивший в Западной Европе о Физули, во втором томе своего труда «Geschichte der Osmanischen Dichtkunst» перечисляет основные сочинения Физули, однако подробно останавливается только на его поэме «Гашиш и вино», излагая и разбирая её. Согласно Хаммеру, поэма «Гашиш и вино» и прославила Физули, что азербайджанский исследователь Гамид Араслы считает ошибочным. Исследовав поэму, Хаммер приходит к выводу, что «Физули — один из любителей вина, запрещенного Кораном, и он предпочитает вино гашишу, тоже запрещенному Кораном». По мнению же Бертельса, Хаммер не очень хорошо понимал язык Физули, заключая, что статья Хаммера не может иметь серьёзного научного значения.
В Институте востоковедения Российской академии наук хранятся 4 списка рукописей поэмы «Гашиш и вино». В 1949 году Институтом литературы имени Низами в Баку был издан второй том «Сочинений» Физули, в который вошла и поэма «Гашиш и вино». В 1958 году поэма была опубликована во втором томе «Сочинений» Физули на русском языке издательством Академии наук Азербайджанской ССР в Баку.

## Литературный анализ

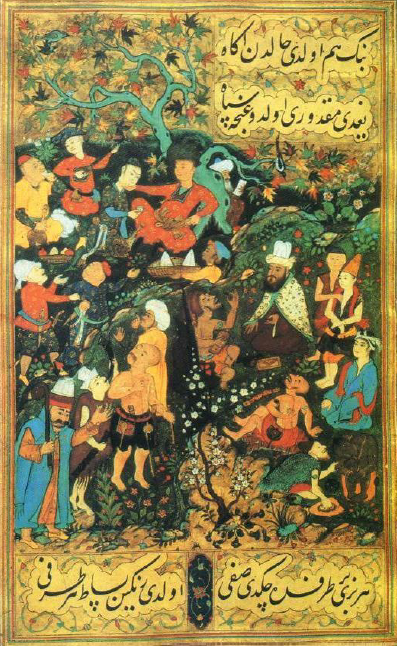
Миниатюра из поэмы

Поэма написана в аллегорической форме, и, как отмечает литературовед Гамид Араслы, воспроизводит войну между Сефевидами и Османской империей. В своей поэме, как отмечает Араслы, Физули показывает насколько эта война, вызыванная жаждой полновластия двух сильных в то время повелителей, бессмыслена. Также поэт подвергает критике горделивость и чванливость отдельных феодалов.
По словам азербайджанского филолога Зияддина Геюшова, в поэме «Гашиш и вино» Физули показывал как отрицательно относится к аскетическим проповедям, противопоставляя земную радость «сладостям загробной жизни». Вино Физули противопоставлял ковсару, а земных красавиц — гуриям. Физули отмечал, что нельзя упускать то, что есть («нагда») и думать о том, что является не наличным («нисие»). Геюшов пишет, что Физули в своём произведении мастерски разоблачает нравственные недостатки своих современников-феодалов, клеймит султана, говоря:
Ты нерадив и туп, безмозглый обормот,
Что можно сделать в миг, не сделаешь ты в год…
Источник ты беды, пороков, неприязни,
И в мире нет тебя страшней и безобразней…
Узбекский исследователь Эргаш Рустамов отмечает, что поэма Физули «Гашиш и вино» является типичным примером жанра «муназара» (слово «муназар» в переводе с арабского означает спор, диспут, состязание), который был очень популярен в восточной литературе в средние века. По мнению Рустамова, это своё произведение Физули написал под влиянием узбекского поэта XV века Юсуфа Амири, написавшего похожее сочинение под названием «Спор между Бенгом и Вином».
Согласно азербайджанскому исследователю Гасыму Джахани, во время написания поэмы «Бангу Баде» главным источником, к которому обращался Физули, была поэма Низами Гянджеви «Семь красавиц». Тем не менее в плане сюжета поэма «Бангу-Баде» отличается от поэм Низами Гянджеви.